# Ingrid von Bothmer
Ingrid Jutta Maria Freifrau von Bothmer (* 26. Januar 1918 in Hamburg; † 21. Juli 2003 in Potsdam-Sacrow) war eine deutsche Schauspielerin.

## Leben
Bothmer entstammte dem pommerschen Zweig einer ursprünglich niedersächsischen Gutsbesitzers- und Offiziersfamilie und war die Tochter des Korvettenkapitäns und Sparkassenbeamten Volbert Freiherr von Bothmer (1882–1948) und der Hildegard Bruntsch (1896–1968).
Sie spielte in Hamburg am Ohnsorg- und St.-Pauli-Theater, bei der Landesbühne Hannover, aber auch an Berliner Theatern. Bekannt war sie auch durch ihre zahlreichen Gastauftritte im deutschen Fernsehen an der Seite von Harald Juhnke oder 2000 in Til Schweigers Jetzt oder Nie – Zeit ist Geld (mit dem Trio Gudrun Okras / Christel Peters / Elisabeth Scherer). Ferner spielte Ingrid von Bothmer in fünf Folgen der Fernsehreihe Tatort die Mutter des Hamburger Ermittlers Jan Castorff  alias Robert Atzorn.
Bothmer heiratete am 2. Mai 1951 in Hamburg den Importkaufmann Karl-Heinrich Flickenschildt (* 24. Januar 1910 in Blankenese; † 1987). Der Ehe entstammt die Tochter Hilke Flickenschildt. Nach ihrer Scheidung 1958 in Hamburg führte Bothmer wieder ihren Geburtsnamen. Durch ihre Heirat wurde sie Schwägerin der Schauspielerin Elisabeth Flickenschildt.

## Filmografie (Auswahl)
- 1961: Der Bund der Haifische
- 1963: Der Schatten (Ein Märchen für Erwachsene)
- 1965: Das Feuerzeichen
- 1966: Diederk soll heiraten
- 1966: Allzumal Sünder
- 1966: Cliff Dexter (Folge Alibi für einen Zufall)
- 1967: Gertrud Stranitzki
- 1967: Landarzt Dr. Brock (sieben Folgen als Frau Zillich)
- 1968: Polizeifunk ruft (Folge Der Reinfall)
- 1968: Vier Stunden von Elbe 1
- 1968: Die Unverbesserlichen (...und ihre Sorgen)
- 1968: Cliff Dexter (Folge Der letzte Erbe)
- 1968: Landarzt Dr. Brock (eine Folge als Frau Zillich)
- 1969: Polizeifunk ruft (Folge Wohnung zu vermieten)
- 1970: Ida Rogalski (Folge Trudchen)
- 1970: Polizeifunk ruft (Folge Kerzen im Stroh)
- 1975: Tadellöser & Wolff
- 1975: Liebe Verwandtschaft (Aufzeichnung aus dem Ohnsorg-Theater)
- 1978: Und oben wohnen Engels (Aufzeichnung aus dem Ohnsorg-Theater)
- 1979: Ein Kapitel für sich
- 1982: Die Kartenlegerin (Aufzeichnung aus dem St. Pauli Theater)
- 1983: Nordlichter: Geschichten zwischen Watt und Weltstadt (Folge Siehnbohnsupp)
- 1985: Es muss nicht immer Mord sein (Folge Einmal ist keinmal)
- 1991: Pappa ante portas
- 1993: Der Landarzt (Folge Wo die Liebe hinfällt)
- 1994: Stadtklinik (Folge Die Pflegemutter)
- 1994: Die Männer vom K3 (Folge Keine Chance zu gewinnen)
- 1995: Der Infiltrator
- 1996: Mit einem Bein im Grab
- 1997: Guppies zum Tee
- 1997: Heimatgeschichten (Episode Der Glückspunsch)
- 1998: Ferkel Fritz
- 1998: Der Campus
- 1998: Die Geliebte (Folge Das Kind der Anderen)
- 1998: Lisa Falk – Eine Frau für alle Fälle (Folge Zeugin der Anklage)
- 1999: Heimatgeschichten (Episode Der Besuch der alten Damen)
- 1999: Der Hund aus der Elbe
- 2000: 3 Chinesen mit dem Kontrabass
- 2000: Großstadtrevier (Folge Der schwarze Sheriff)
- 2000: Jetzt oder nie – Zeit ist Geld
- 2000: Anja & Anton (Folge Der freche Jakob)
- 2000: Seitensprung ins Glück
- 2001: Schloss Einstein (Folgen 153 und 154)
- 2001: Tatort – Exil! (Fernsehreihe)
- 2001: Tatort – Hasard!
- 2001: Der König vom Block[1]
- 2002: De 9 dagen van de gier
- 2002: Der Landarzt (Folgen Alt und Jung und Geburtstag)
- 2002: Tatort – Der Passagier
- 2002: Tatort – Verrat
- 2002: Tatort – Undercover
- 2003: Der Ärgermacher
- 2003: Dr. Sommerfeld – Neues vom Bülowbogen (Folge Stille Not)

## Hörspiele (Auswahl)
- 1958: Horst Mönnich: Kopfgeld – Regie: Fritz Schröder-Jahn (NDR)